# Metro van Krasnojarsk

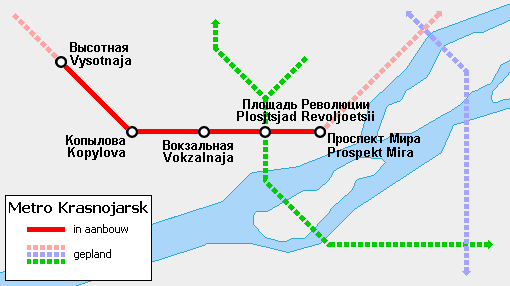
Het geprojecteerde net

De aanleg van de eerste lijn van de metro van Krasnojarsk (Russisch: Красноярский метрополитен, Krasnojarski Metropolıteni), de op twee na grootste stad van Siberië, begon in 1993. Volgens de planning had de eerste lijn in 2002 geopend moeten worden. De bouw wordt echter sinds de start geplaagd door tegenslagen. In november 2000 moest de bouw vanwege overstroming van de tunnels zelfs geheel stilgelegd worden. Daarnaast zorgt het constante gebrek aan financiële middelen voor grote vertraging.
In september 2003 bereikten de lokale autoriteiten overeenkomst met het Canadese bedrijf Lovat, dat voor de bouw van de metrolijn een tunnelboormachine leverde. Het contract met het bedrijf dat aanvankelijk verantwoordelijk was voor de aanleg was eerder opgezegd. De bouwwerkzaamheden zijn echter nog altijd (mei 2006) niet hervat; de bouwplaatsen zijn nog wel intact en op meerdere plaatsen in de stad duidelijk zichtbaar.
Als geplande openingsdatum van het eerste traject, van Vokzalnaja (centraal station) naar Vysotnaja wordt nu 2010 genoemd. Dit tracé heeft een lengte van vijf kilometer en telt drie stations. De twee stations in het centrum van de stad, waaronder een gepland overstapstation, zullen later opgeleverd worden.
Het totale geplande netwerk bestaat uit drie lijnen, die elkaar kruisen in de vorm van een driehoek. Twee lijnen kruisen de Jenisej, een van de lijnen splitst zich in het centrum in twee takken en één lijn loopt met een grote boog om het centrum heen. Of het plan ooit volledig gerealiseerd zal worden is echter zeer onwaarschijnlijk.